# Siegfried Bing

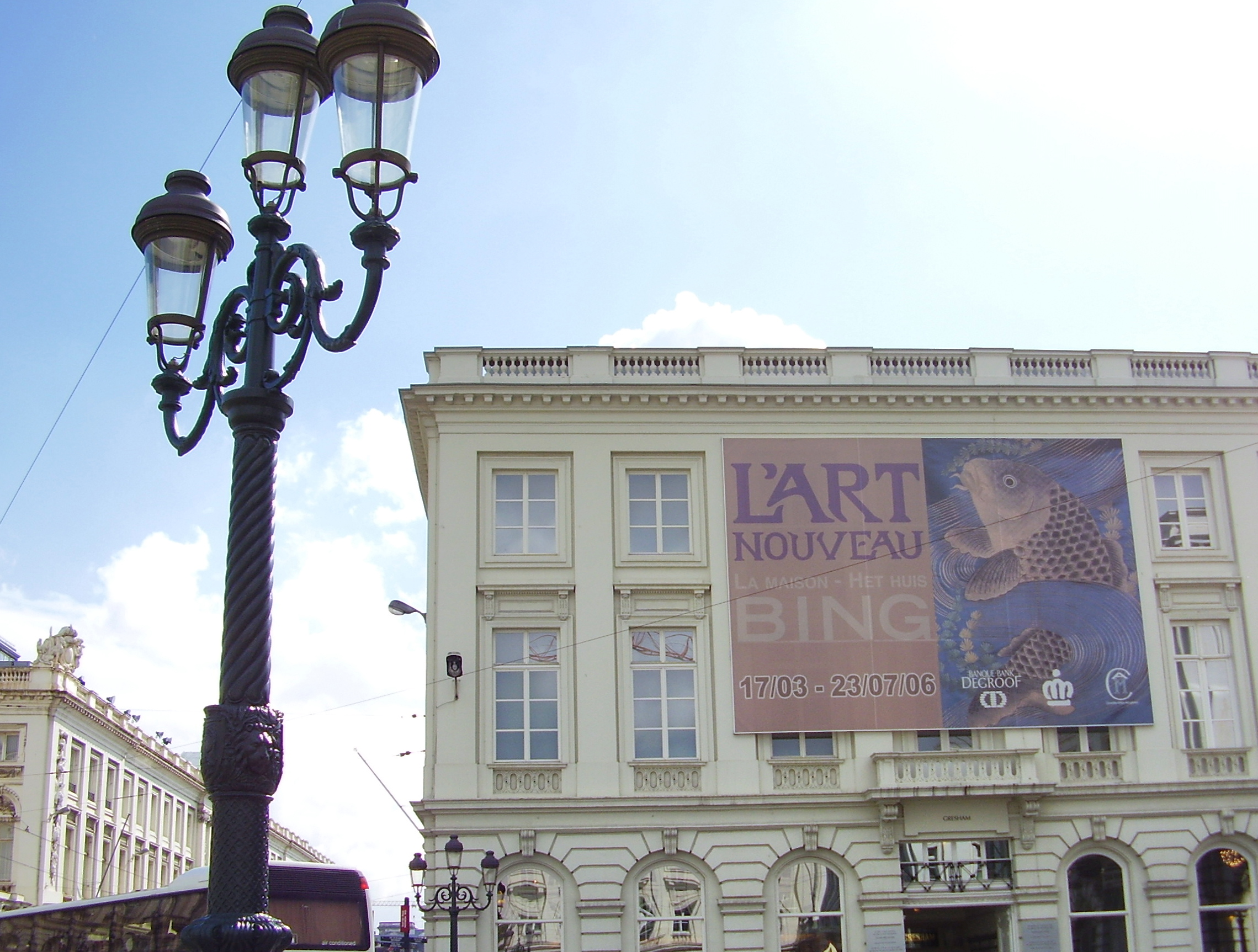
Exposition La Maison Bing - L'Art Nouveau Bruxelles

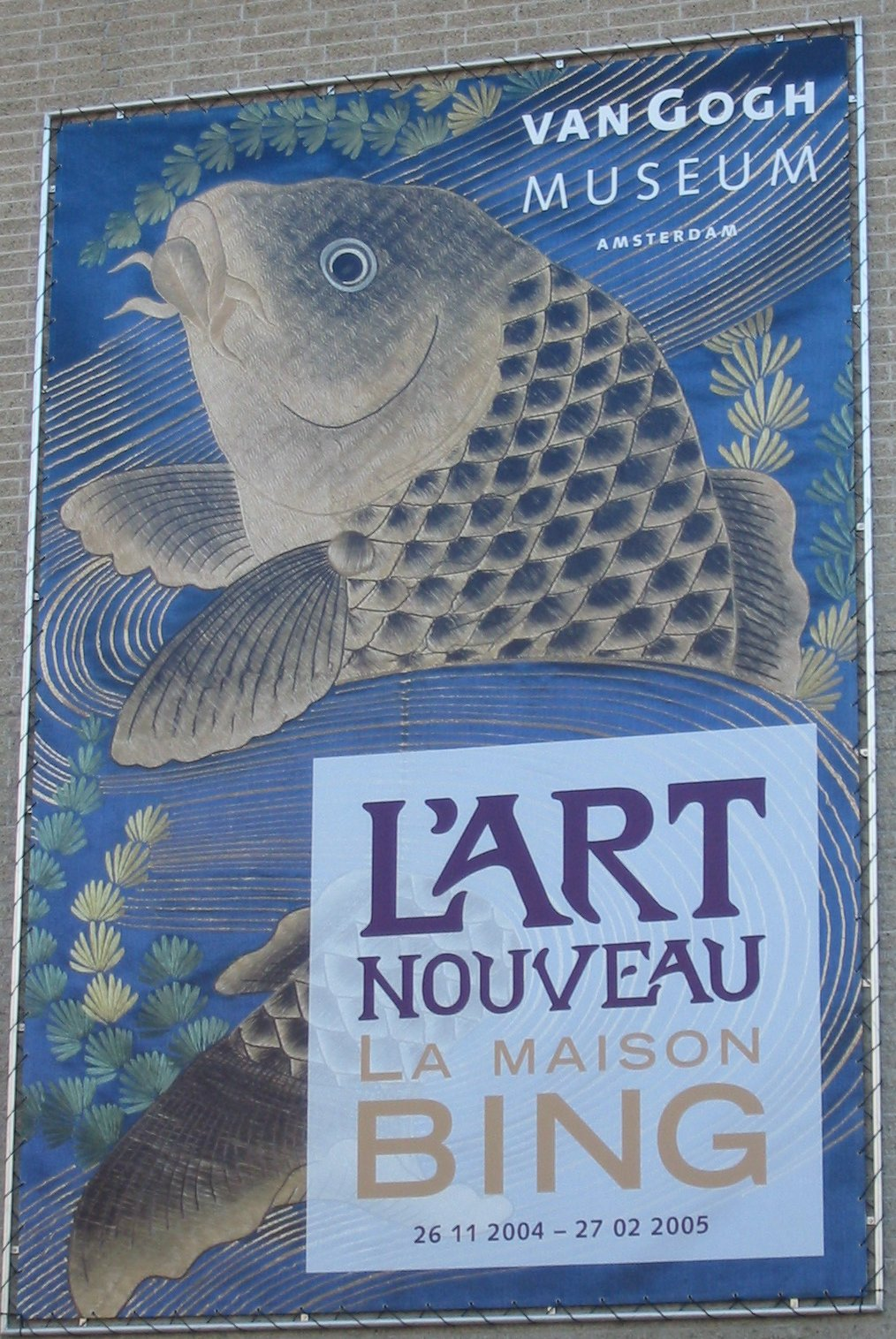
Poster bij tentoonstelling in 2005

Siegfried Bing (Hamburg, 26 februari 1838 - Vaucresson, 6 september 1905) was een Franse kunsthandelaar van Duits-Joodse afkomst die werkte in Parijs.
Oorspronkelijk handelde Siegfried Bing in Japanse en andere oosterse kunst. Toen deze kunst zo modieus werd dat er te veel concurrenten op de markt kwamen zette hij zijn kunsthandel om en gaf het de titel Maison de l'Art Nouveau. Deze kunststroming werd naar deze winkel vernoemd, hoewel deze ook wel jugendstil genoemd wordt.
Met zijn verhandelen van Japanse kunst had Bing een grote invloed op de kunstenaars in Frankrijk in de 19e eeuw, waaronder ook de Nederlandse Vincent van Gogh, maar ook Pierre Bonnard, Paul Gauguin en Henri Toulouse-Lautrec werden sterk door de Japanse beeldtaal beïnvloed.
Onder andere vertegenwoordigde Bing de Amerikaan Louis Comfort Tiffany waarmee hij met name het glaswerk, maar ook andere kunstvoorwerpen in Frankrijk bekend maakte.
Tussen 1888 en 1891 publiceerde hij het maandelijkse blad Le Japon Artistique, waarin artikelen over en afbeeldingen van Japanse kunstvoorwerpen stonden. In 1895 opende hij de Maison Bing de L'Art Nouveau als de eerste salon van de Franse internationale art nouveau. De tentoonstellingen die hier gehouden werden, waren soms controversieel en werden niet altijd goed ontvangen door de pers. In 1900 opende hij zijn eigen galerie/ warenhuis, het Pavilion l'Art Nouveau Bing, bij de Exposition Universelle et Internationale de Paris, de wereldtentoonstelling in Parijs. Hierin liet hij drie volledig in de moderne stijl ingerichte vertrekken zien. In dit Gesamtkunstwerk liet Bing het werk van toen nog onbekende ontwerpers zien, Georges de Feure, Edward Colonna en Eugène Gaillard, maar ook van de Belgische Henry Van de Velde.
Na het overlijden van Bing was zijn zoon Marcel Bing, een begaafd edelsmid, niet in staat om de kunsthandel voort te zetten.

## Van Gogh
Vincent van Gogh was zeer onder de indruk van de Japanse prentkunst. Volgens een brief aan zijn broer Theo van Gogh waren er op de zolder bij Bing 10.000 Japanse prenten, die hij voor een vriendenprijs mocht kopen. 500 van deze prenten bevinden zich in het Van Gogh Museum in Amsterdam. In 2004/2005 wijdde dit museum een tentoonstelling aan de kunsthandelaar Bing, met allerhande voorwerpen die ooit door Bing zijn verkocht. Vele van deze voorwerpen bevinden zich in Europese musea. Na de tentoonstelling in het Van Gogh museum reist het naar München, Barcelona en Parijs.